# SuS Oberaden
Der SuS Oberaden ist ein Sportverein in Bergkamen mit ca. 1.600 Mitgliedern. Der eingetragene Verein „Spiel und Sport“ Oberaden wurde durch die Fußballabteilung im August 1921 ins Leben gerufen. Anfang der 1960er Jahre entwickelte sich der SuS mit der Gründung der Judo-Abteilung vom reinen Fußballclub zu einem Großverein. In den 1980er Jahren spielte der Verein drei Spielzeiten in der 2. Handball-Bundesliga. Heute bestehen die Abteilungen Fußball, Judo, Leichtathletik, Tennis, Tischtennis, Handball, Volleyball, Ski, sowie Hallen- und Wassergymnastik.

## Römerbergstadion

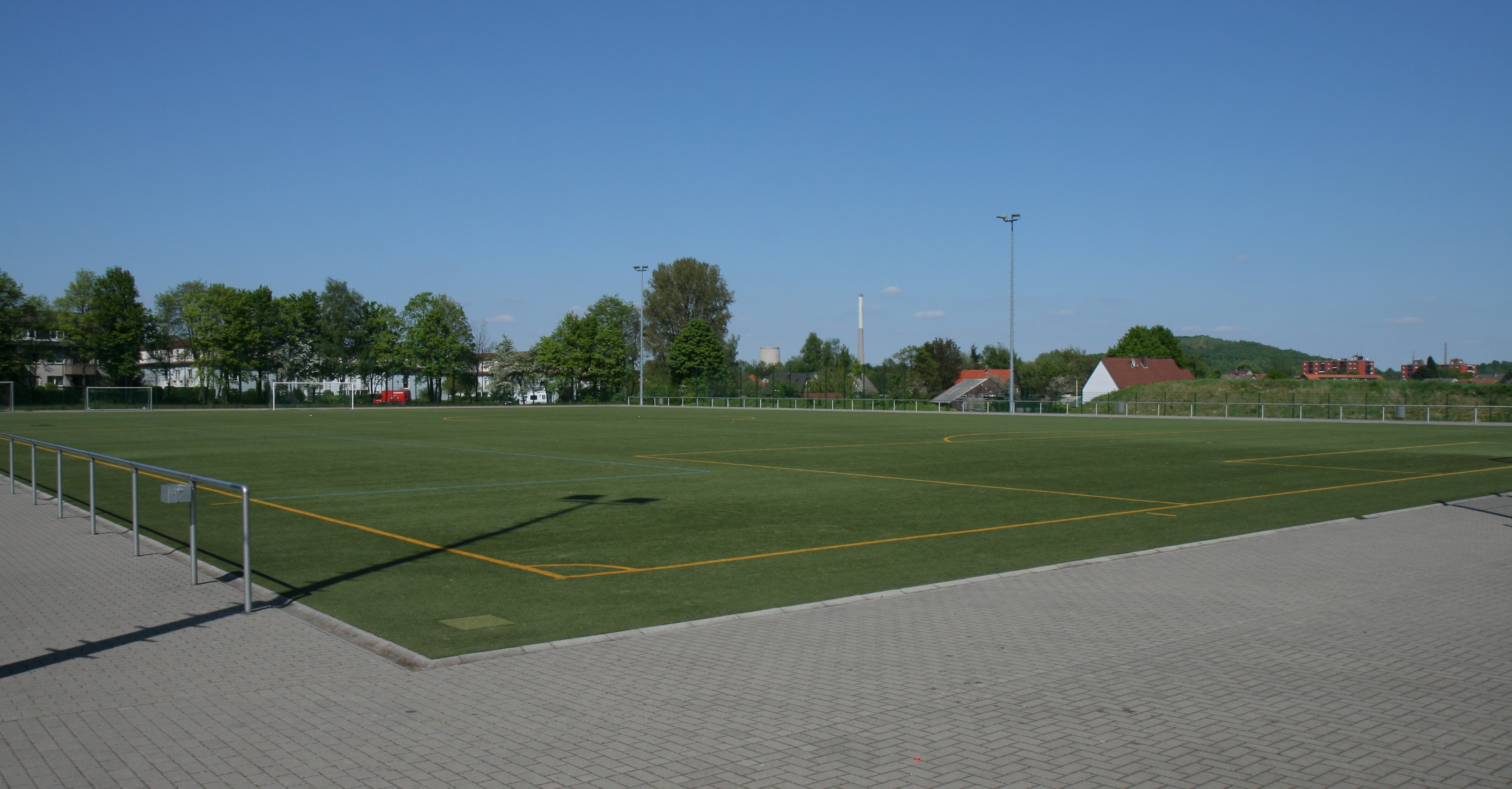
Römerbergstadion

Das Römerbergstadion wurde 1953 eingeweiht und bestand zunächst aus dem Rasensportplatz mit Anlagen für die Leichtathletik. In späteren Jahren kam ein Asche-Rotgrandplatz dazu. Im Jahre 2004 kam das Ende für den Tennenplatz, dafür wurden ein neuer Kunstrasenplatz, sowie ein eigenes Vereinsheim (2002) errichtet. Beide Plätze sind mit Flutlicht ausgestattet.

## Abteilung Fußball

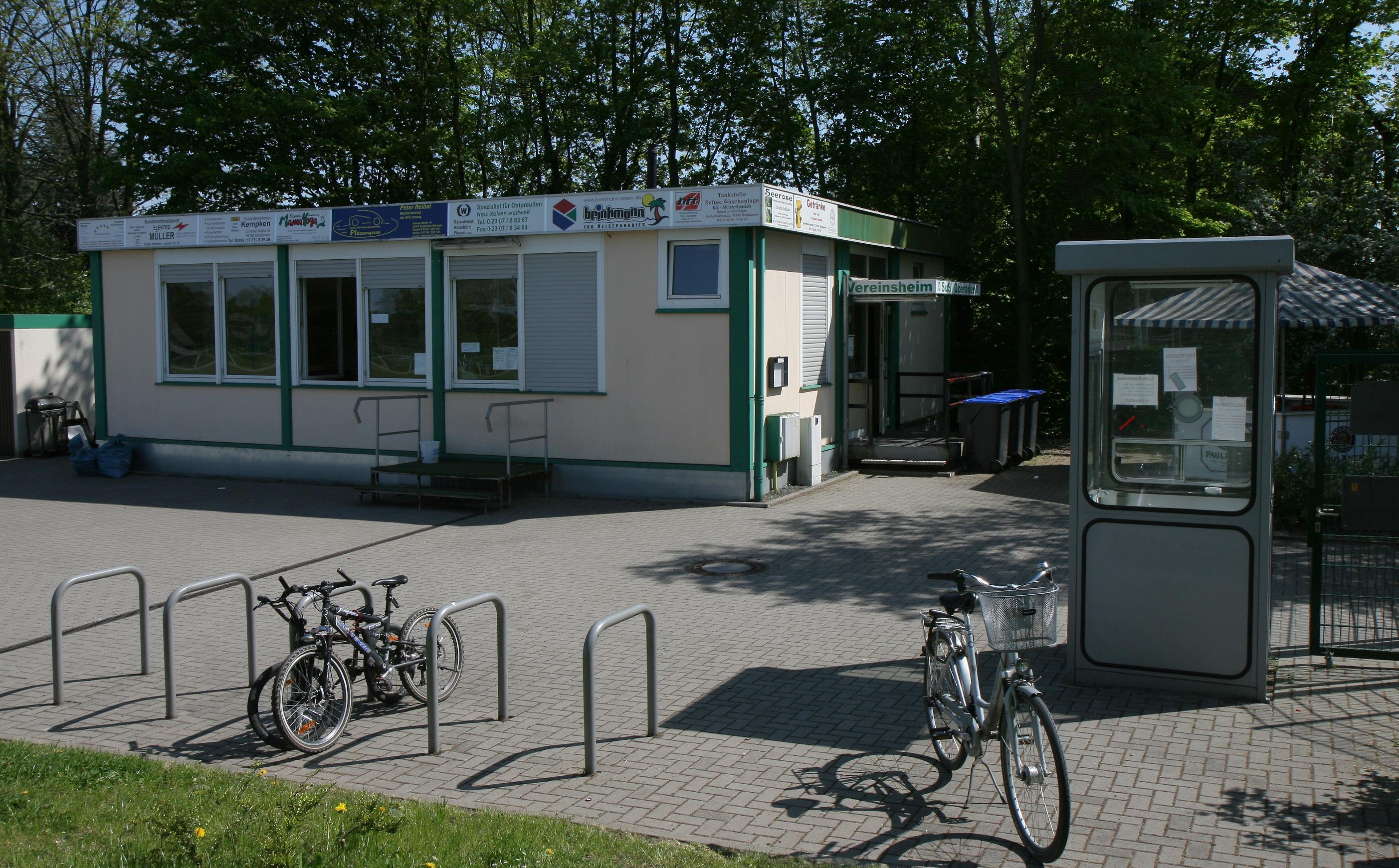
Eingangsbereich des Römerbergstadions mit Vereinsheim

Am 29. August 1953 wurde das neue Römerbergstadion eingeweiht und am gleichen Tage konnte die A-Jugend des SuS Oberaden gegen das Jugendteam des FC Schalke 04 ein 3:3-Unentschieden bei den Staffelmeisterschaften erringen. Der sportliche Höhenflug kam in den Jahren 1958 bis 1963, wo die erste Mannschaft der Grün-Weißen in der Landesliga aktiv gewesen ist. Bis 1953 spielte der SuS Fußball auf dem Sportplatz an der Burgschule an der Preinstrasse/Alisostrasse.
Drei Sparten beinhaltet die Fußballabteilung: Seniorenfußball, Jugendfußball und Alte Herren. Die Sparte Seniorenfußball wird zurzeit mit drei Mannschaften geführt: Die 1. Mannschaft spielt in der Kreisliga A, die 2. Mannschaft und die 3. Mannschaft gehören der Kreisliga C an.

## Abteilung Judo
Gegründet wurde die Judoabteilung 1962 als eigenständiger Verein. Seit 1963 ist sie dem SuS Oberaden angeschlossen. Anfang 1964 wurde die Judoabteilung mit 24 Mitgliedern beim Nordrhein-Westfälischen Judo-Verband (NWJV) angemeldet.

## Abteilung Leichtathletik
Gegründet wurde die Leichtathletikabteilung 1965.

## Abteilung Tischtennis
Am 16. Oktober 1969 wurde die Tischtennis-Abteilung gegründet. Derzeit hat die Abteilung ca. 100 Mitglieder.

## Abteilung Tennis
Gegründet 1964 als eigenständiger Verein gliederte sie sich 1969 dem SuS Oberaden an. Derzeit hat die Abteilung ca. 150 Mitglieder.

## Abteilung Handball
Gründungsjahr:1977

Einer der größten Erfolge für den SuS Oberaden stellte sich in den 80er Jahren ein, wo der SuS mit seiner Handballabteilung in die 2. Bundesliga aufstieg und drei Jahre in dieser Klasse verweilte, bis finanzielle Schwierigkeiten einen Verbleib in der zweithöchsten Liga unmöglich machten. Zurzeit spielt die erste Handballmannschaft in der Oberliga. Das Reserveteam ist in der Bezirksliga vertreten. Dazu kommen noch die dritte Mannschaft, die in Ligen des Kreises Hellweg spielen. Bekannteste Spieler aus Oberaden sind der ehemalige Kieler Bundesliga-Spieler Michael Menzel und der National-Torhüter Nikolas Katsigiannis. Zurzeit sind in der Handball-Abteilung ca. 320 Mitglieder aktiv. Die Heimspiele trägt der SuS in der Römerberg-Sporthalle aus.

## Abteilung Volleyball
Gründungsjahr: 1977

## Abteilung Ski
Die Ski - Abteilung wurde 1983 gegründet. Derzeit hat die Abteilung ca. 50 Mitglieder.

## Abteilung Radsport
Die Abteilung wurde aufgelöst.

## Abteilung Hallen- und Wassergymnastik
Am 1. Juli 2014 wurde die Abteilung Hallen- und Wassergymnastik gegründet. Derzeit hat die Abteilung ca. 150 Mitglieder.